# Gazdagrét
Gazdagrét ([ˈgɒzdɒgɾeːt]) est un quartier situé dans le 11e arrondissement de Budapest. Il s'agit d'un quartier de grands ensembles (lakótelep) marqué par une composition sociale de type classe moyenne. Le toponyme Gazdagrét (« riche prairie ») a été attribué en 1847 à une vaste zone de vergers. C'est entre 1983 et 1989 que les immeubles d'habitation sont construits, à la fin de la grande période de la politique de construction de logements par l'État socialiste. Gazdagrét est connu dans les représentations populaires comme le lieu de tournage de la série hongroise à succès, Szomszédok (« Les voisins ») entre 1987 et 1999.